# Německé prezidentské volby 1932
Německé prezidentské volby roku 1932 se konaly 13. března (první kolo) a 10. dubna (druhé kolo). Šlo o druhou a taky poslední přímou volbu prezidenta v dosavadní německé historii. Jelikož prvním kolo vítěze nepřineslo, tak došlo na kolo druhé. V něm dosavadní prezident Paul von Hindenburg porazil Adolfa Hitlera a byl zvolen pro druhé funkční období.

## Úřad a volební systém
Funkce prezidenta Výmarské republiky byla volena na sedm let s možností znovuzvolení. Říšský prezident (německy: Reichspräsident), jak byl úřad oficiálně pojmenován, byl podle tehdejší ústavy obdařen mnoha důležitými pravomocemi. Měl právo rozpustit říšský sněm, jmenovat i odvolat kancléře a byl nejvyšším velitelem armády. Pomocí článku 48 mohl zasahovat do legislativy a pomocí nouzových výnosů vydávat zákony bez schválení říšského sněmu. Prezidentské volby z roku 1932 byly poslední přímé volby německé hlavy státu. V poválečném Německu se prezident volí nepřímo.
Ústava Výmarské republiky zavedla modifikovaný dvoukolový systém. Pokud by žádný kandidát nezískal v prvním kole nadpoloviční většinu hlasů (tj. absolutní většinu), konalo by se druhé kolo, ve kterém bude zvolen kandidát s největším počtem hlasů (tj. relativní většinou). Bylo povoleno, aby strana ve druhém kole nominovala zcela nového kandidáta. Dolní věková hranice byla 35 let.

## Předcházející události
První prezidentské volby v 1925 vyhrál kandidát monarchistů a nacionalistů bývalý maršál Paul von Hindenburg. Těsně porazil kandidáta republikánů Wilhelma Marxe, za kterého se postavily všechny demokratické strany včetně sociální demokracie. Hindenburg po volbách nenaplnil očekávání svých podporovatelů a nijak se nepokusil o obnovu monarchie či o konzervativnější směřování politiky. Prvních pět let v úřadu (1925—1930) plnil důstojně literu Výmarské ústavy a nijak nezasahoval do politického dění v zemi. Vše se změnilo s příchodem Velké hospodářské krize v říjnu 1929. Neshody ohledně daní vedly k pádu široké vládní koalice kancléře Müllera v březnu 1930 a moci se chopil předseda parlamentní frakce katolického Centra Heinrich Brüning. Prezident vyjádřil přání, aby vláda nebyla budována na základě koaličních vazeb, posunula se doprava a sám navrhl dva nové členy vlády. Nový kancléř na oplátku dostal od prezidenta slib, že mu pomůže s prosazováním vládní politiky pomocí 48. článku Výmarské ústavy (vydání zákona pomocí nouzového dekretu bez schválení říšského sněmu) Brüningova vláda se odhodlala jít cestou deflační politiky, sanací státního rozpočtu spojenou s rozsáhlými úsporami v sociální oblasti a s reformou veřejných financí a daní. Neměla ale ve směnu většinu.
Návrh nového rozpočtu smetl říšský sněm ze stolu v červnu 1930, a tak ho Brüning nechal vyhlásit jako nouzový výnos. Politické strany napříč politickým spektrem se spojily a nouzový výnos pomocí dvou třetin hlasů zrušily. Kancléř požádal prezidenta o rozpuštění sněmu a vyhlášení předčasných voleb. Hindenburg mu vyhověl a nový rozpočet stejně vydal jako další nouzový dekret. Byl to zlomový okamžik, kdy se parlamentní demokracie v Německu přerodila na systém tzv. prezidentských kabinetů. Prakticky se jednalo o odstavení prorepublikových sil (především sociálních demokratů) od moci. Předčasné volby byly další pohromou pro republiku. Nacisté získali 18,7% a navýšili svůj počet mandátů z původních 12 na 107. Výrazně uspěli i komunisté, kteří s 77 křesly byli třetí nejsilnější stranou ve sněmu. V nastalé situaci bylo nemožné sestavit fungující většinovou vládu, a tak sociální demokraté jako menší zlo souhlasili s částečnou podporou Brünungova menšinového kabinetu a slíbili neblokovat nouzové dekrety. V době prezidentských voleb v březnu 1932, tak vládl Brüning s pomocí Hindenburgových nouzových dekretů.

## První kolo

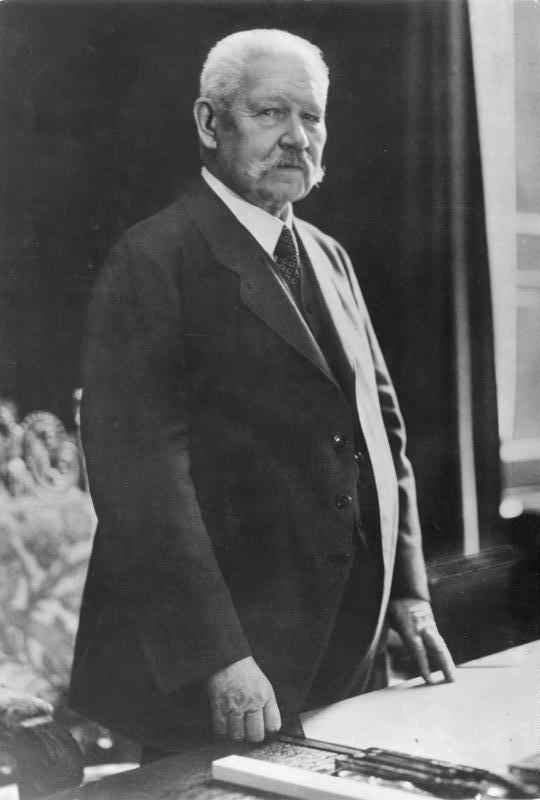
Paul von Hindenburg jako říšský prezident

### Příprava před prvním kolem
Řádné funkční období Paula von Hindenburga končilo 5. května 1932, ale již od podzimu 1931 se Brüning snažil vydláždit cestu pro Hindenburgovo znovuzvolení. Nejprve chtěl zabránit volbám samotným a místo toho nechat sněm rozhodnout o prodloužení prezidentova funkčního období. Ke změně ústavy ale byla vyžadována dvoutřetinová většina. Brüning potřeboval souhlas politické pravice, zejména nacionalistů (DNVP) a nacistů (NSDAP), a tak dělal Hitlerovi politické ústupky. Přesto Alfred Hugenberg z DNVP a Hitler jeho návrh odmítli. Hitler dokonce dokázal této události politicky využít a stylizoval do role strážce ústavy. Nakonec jako jediná možnost zbyly regulérní volby.

### Kandidáti

#### Nominace Paula von Hindenburga
Hindenburg měl v době voleb již 84 let a do dalšího funkčního období se nehrnul. Jeho váhání znepokojovalo jak politiky, kteří si přáli zachovat republiku, tak i ty, kteří podporovali Brüningův styl vlády pomocí dekretů. Sám Brüning doufal, že Hindenburgův smysl pro povinnost nakonec zvítězí a že on sám chce zabránit Adolfovi Hitlerovi v nástupu do prezidentského úřadu. Kancléři bylo jasné, že Hindenburg má šanci na znovuzvolení pouze tehdy, pokud ho podpoří i sociální demokraté, a tak začal s SPD jednat. Hindenburg ale chtěl podporu především od pravicových kruhů, a to především od velkostatkářů a špiček armády. Pro tento účel byl 1. února 1932 ustanoven tzv. Hindenburgův výbor s berlínským starostou Heinrichem Sahmem v jeho čele. Výbor zveřejnil výzvu zcela v duchu politické pravice, pod kterou se mu podařilo sehnat podpisy významných velkoprůmyslníků či bývalých ministrů obrany. Chyběly ale podpisy velkostatkářů a významné organizace veteránů Stahlhelm. Až když se k výzvě přidala organizace veteránů Kyffhäuserbund, tak Hindenburg s nominací na prezidenta souhlasil.
Brüning byl během volební kampaně jedním z nejaktivnějších Hindenburgových podporovatelů. Věděl politických a intelektuálních deficitech stávajícího prezidenta, ale zdálo se, že Hindenburg je jediný, kdo může Hitlera ve volbách porazit. Sám Hindenburg pronesl během kampaně pouze jeden rozhlasový projev. Zdůraznil, že kandiduje, aby ušetřil vlast otřesů, které by způsobilo zvolení extrémního straníka. Hindenburga před volbami z významných politických stran podpořily ty státotvorné, a to Německá lidová strana, Německá státní strana, Centrum a Bavorská lidová strana. Sociální demokraté byli před volbami nejednotní. Vedení strany postupně připravovalo voliče na podporu Hindenburga, vyhlásilo boj dělnické třídy s fašismem a prohlásilo možné vítězství Hitlera jako smrtelnou hrozbou pro veškerou svobodu. Na druhé straně levicové křídlo strany volalo po vlastním kandidátovi alespoň do prvního kola voleb.

#### Nominace Adolfa Hitlera

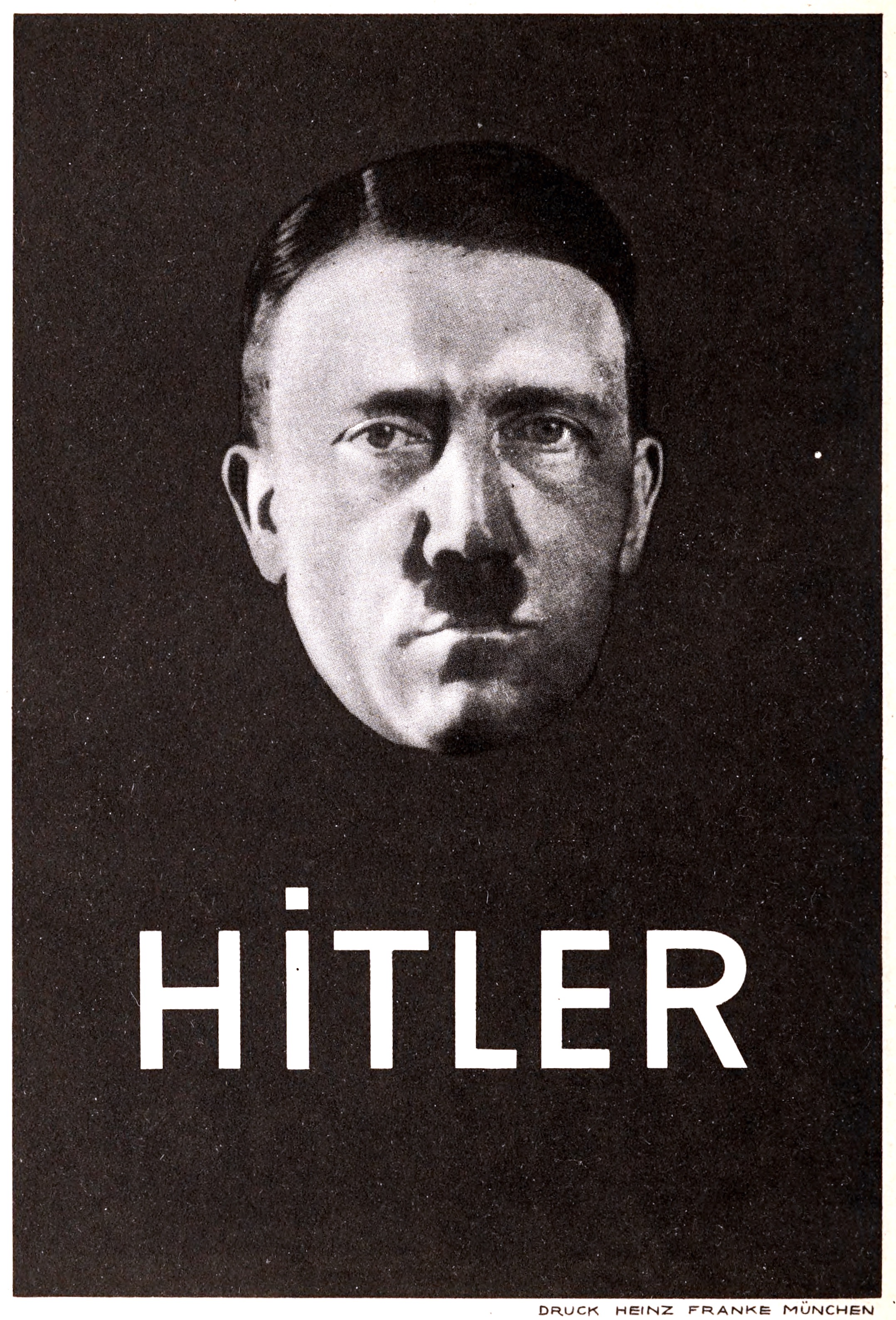
Volební plakát na podporu Adolfa Hitlera

Adolf Hitler z počátku váhal s kandidaturou proti Hindenburgovi, ale volební úspěch nacistů v předčasných voleb ze září 1930 a další úspěchy v zemských volbách dokazovaly raketový růst popularity strany. Sám zvažoval, že pošle do voleb Franze von Eppa nebo Wilhelma Fricka. Joseph Goebbels ale podporoval Hitlerovu kandidaturu a oficiálně ji ohlásil při projevu v Berlínském sportovním paláci. Jeho kandidatura měla ale formální překážku. Bylo k ní nutné, aby Hitler, který se narodil v Rakousku a byl od roku 1925 bez státní příslušnosti, získal německé občanství. Teprve koncem února 1932 se Hitler dočkal, když ho představitelé Svobodného státu Brunšvicko, řízeného koalicí NSDAP-DNVP, falešně jmenovali brunšvickým vyslancem u státní reprezentace v Berlíně. S touto úřednickou funkcí se automaticky získávalo německé občanství.

#### Ostatní kandidáti
Harzburská fronta, které měla spojit všechny pravicové síly v boji proti Výmarské republice, ukázala svoji nejednotnost. Zatímco nacionalisté z DNVP chtěli držet Hitlera pod kontrolou, stále silnější nacisté si začali uvědomovat, že další strany nebudou v budoucnu potřeboval. Došlo k rozkolu, kdy nacisté poslali do voleb svého kandidáta a zbytek Harzburské fronty (DNVP, Stahlhelm) nominoval člena Stahhelmu Theodora Duesterberga. Postavili se za něj především významní průmyslníci z protestantských částí země.
Za komunisty kandidoval jako v roce 1925 Ernst Thälmann. Vedení komunistické strany i Kominterna doufali, že se Thälmannovi podaří získat velkou část příznivců sociálních demokratů, pokud SPD podpoří Hindenburga. Pro mnohé příznivce SPD se jevila podpora monarchistického Hindenburga zcela absurdní. Komunistům se podařilo získat podporu i několika levicových intelektuálů, jelikož Thälmann byl ve skutečnosti jediným levicovým kandidátem.
Kandidoval i Gustav Winter, který se snažil v Říšské bance prosadit přehodnocení červeně orazítkovaných předválečných tisícimarkových bankovek. V rámci tohoto úsilí se dostal do problémů se zákonem a byl odsouzen za podvod k jednomu roku a třem měsícům vězení. Ve volbách byl nanominován skupinou Oběti inflace (německy: Inflationsgeschädigten), ačkoliv byl stále ve vězení.

### Kampaň před prvním kolem

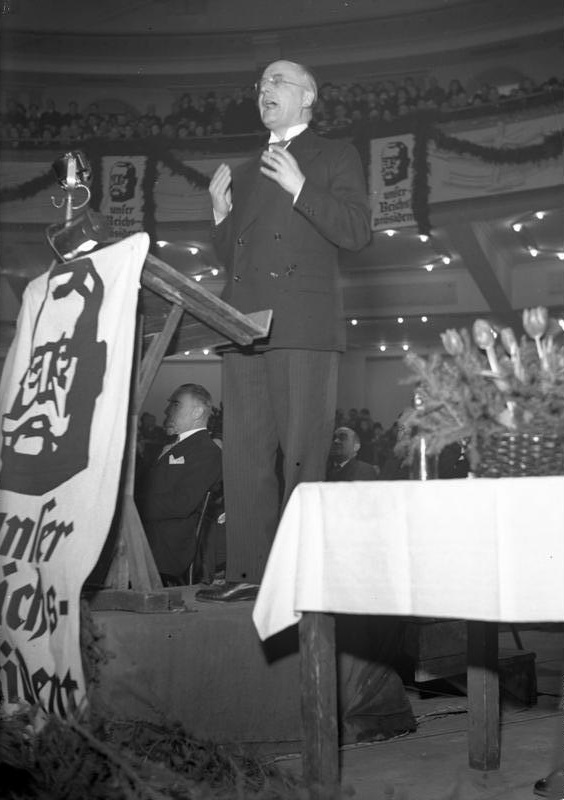
Kancléř Brüning v kampani za Hindenburga (březen 1932)

Brüningova vláda stála za Hindenburgem, jelikož jeho znovuzvolení znamenalo pokračování její existence. Stejně tak se za stávajícího prezidenta postavily prorepublikové strany tzv. Výmarské koalice (SPD, DStP, Centrum). Sociální demokraté vyřešili rozkol ve straně pomocí výzvy s názvem Porazit Hitlera (německy: Schlagt Hitler). V ní zdůrazňovali, že Hindenburg ve svém prvním funkčním období nepodnikal žádné protiústavní či protirepublikové kroky a nenaplnily se obavy před prezidentskými volbami z roku 1925. Volební kampaň byla první vážnější zkouškou funkčnosti Železné fronty (německy: Eiserne Front) tvořené Reichsbanner Schwarz-Rot-Gold (prodemokratická paramilitantní organizace), odborů (ADGB, AfA-Bund), Federace dělnické gymnastiky a sportu a SPD. Poté, co se strana rozhodla podpořit Hindenburga, kritici uvnitř strany také přijali tento kurz. Strana a Železná fronta pak dokázala mobilizovat své příznivce na velká setkání. Z pravicových stran se za Hindenburga postavila pouze liberální DVP.
Tvrdý boj o přízeň voličů se rozhořel u krajní pravice. Nacisté (nejvíce se angažovali Joseph Goebbels a Richard Walther Darré) přišli před volbami s informací, že sám kandidát antisemitského Stahhelmu Duesterberg má židovské předky. Jeho dědeček byl židovský doktor, který konvertoval k luteránství v roce 1818. Duesterberg se nervově zhroutil a v hanbě nabídl rezignaci na veškeré své posty. Jeho příznivci mu ale rezignaci rozmluvili. Nakonec vyzval Darrého na souboj, jež ale nacista odmítl se slovy, že je pod jeho úroveň bojovat s mužem s židovskou krví. Celá aféra skončila u soudu, který skončil v Darrého prospěch. Jako čtvrtinový Žid neměl Duesterberg šanci u pravicových voličů a ve volbách nemohl doufat ve výraznější úspěch.
Komunisté profitovali z faktu, že Thälmann byl jediným levicovým kandidátem, který stojí proti válce a zastává dělnickou třídu. Jejich sloganem bylo: „Kdo volí Hindenburga, volí Hitlera, kdo volí Hitlera, volí válku." (německy: Wer Hindenburg wählt, wählt Hitler, wer Hitler wählt, wählt den Krieg.)

### Výsledky prvního kola
V prvním kole se ani jednomu z kandidátů nepodařilo získat potřebnou nadpoloviční většinu hlasů. Vítězi prvního kola Hindenburgovi, který celkově získal 49,54% (18,6 milionu hlasů), scházelo k překročení 50% méně než 200 tisíc hlasů. Nezvolení již v prvním kole vyvolalo zklamání nejen u Hindenburga samotného, ale i u jeho stoupenců. Hindenburg ovládl kromě tří všechny volební okrsky. Velmi úspěšný byl v katolických oblastech (Porýní a Bavorsko), ale i v levicových částech země (Sasko, Hamburk), které byly baštami Centra respektive sociálních demokratů. Naopak podprůměrně si vedl v protestantských venkovských oblastech, které byly ve volbách roku 1925 jeho baštou. Demokratickým stranám, které podporovaly Hindenburga, se i přes těsné nezvolení ulevilo. Výkonný výbor SPD zdůrazňoval zejména porážku NSDAP.
Pro nacisty byl výsledek taktéž zklamáním, ačkoliv dokázali získat o 5 milionů hlasů více než ve volbách v roce 1930. Hitlerovi se podařilo získat 30% hlasů a porazit Hindenburga v Pomořansku, Šlesvicko-Holštýnsku a v okrsku Saská Kamenice-Cvikov. Samotná nacistická propaganda dohnala předvolební očekávání členů strany tak vysoko, že výsledek byl vnímán jako výrazná porážka. Sám Hitler si však nadále věřil a vyzval ke zvýšení úsilí pro druhé kolo.
Komunistům nevyšel plán s přebráním levicových voličů od SPD. Získali navíc 400 tisíc voličů, ale v celkových číslech to bylo pouze o 0,1% více než v předchozích volbách do sněmu. Žádný velký voličský přesun se tak nekonal. Strana dokonce utrpěla značné ztráty ve velkých městech jako Berlín či Hamburk. Bez ohledu na výsledek poslala KPD Thälmanna do druhého kola a podle Stalinova přání soustředila volební kampaň především na sociální demokraty jako „umírněné křídlo fašismu a dvojče hitlerfašismu“.
Duesterberg i přes odhalení své židovské minulosti dokázal získat na 2,5 milionu hlasů. Na následném zasedání Stahlhelmu ale bylo rozhodnuto, že nebude kandidovat v druhém kole a že spolupráce s nacionalisty z DNVP bude zrušena.

Výsledky prvního kola podle volebních okrsků

| Kandidát              | Kandidát              | Strana                | Hlasy      | %     |
| --------------------- | --------------------- | --------------------- | ---------- | ----- |
|                       | Paul von Hindenburg   | nezávislý             | 18 651 497 | 49,54 |
|                       | Adolf Hitler          | NSDAP                 | 11 339 446 | 30,12 |
|                       | Ernst Thälmann        | KPD                   | 4 983 341  | 13,24 |
|                       | Theodor Duesterberg   | Stahlhelm             | 2 557 729  | 6,79  |
|                       | Gustav A. Winter      | Oběti inflace         | 111 423    | 0,30  |
|                       | Ostatní kandidáti     | -                     | 4 881      | 0,01  |
| Celkem                | Celkem                | Celkem                | 37 648 317 | 100   |
| Platné hlasy          | Platné hlasy          | Platné hlasy          | 37 648 317 | 99,36 |
| Neplatné hlay         | Neplatné hlay         | Neplatné hlay         | 242 134    | 0,64  |
| Celkem hlasů          | Celkem hlasů          | Celkem hlasů          | 37 890 451 | 100   |
| Registrovaných voličů | Registrovaných voličů | Registrovaných voličů | 43 949 681 | 86,21 |

## Druhé kolo

### Předvolební kampaň

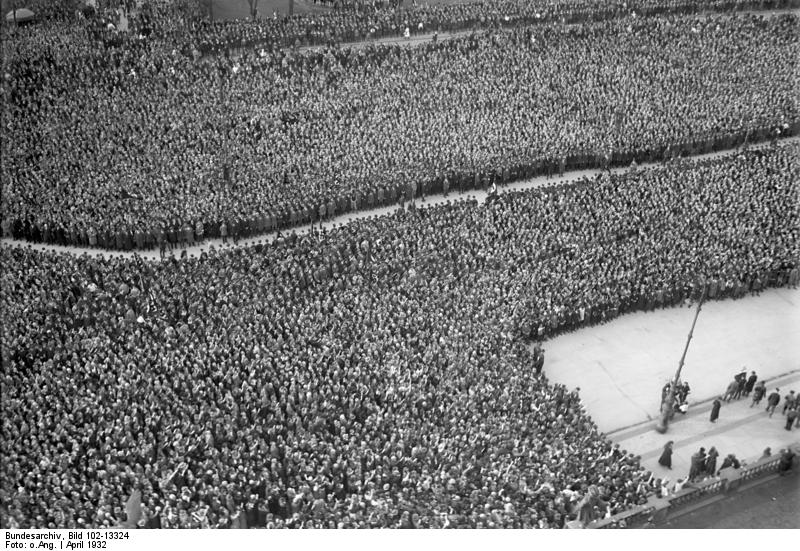
Hitlerův předvolební projev v Lustgarden v Berlíně

Kampaň před druhým kolem byla krátká ale velice intenzivní. Zvláštním výnosem byly zakázány jakékoliv politické akce během Velikonoc, a tak veškeré politické dění proběhlo mezi 4. a 9. dubnem. Po rozhodnutí Duesterberga nekandidovat v druhém kole, vycítili příznivci úřadujícího prezidenta příležitost přilákat jeho voliče na Hindenburgovu stranu. Jejich naděje ještě posílil postoj Stahlhelmu, který doporučil voličům zdržet se hlasování, a rozhodnutí předsedy DNVP Hugenberga oficiálně nepodpořit Hitlera. Velká průmyslová sdružení nedala k volbám žádná doporučení, ale pro Hindenburga se vyslovilo několik významných obchodníků.
Hindenburgovi příznivci nařkli Hitlera a celkově nacisty, že jsou pouhými socialisty, jejichž rétorika proti marxismu je pouze přestrojením za jejich vlastním odporem k soukromému vlastnictví. Postavili Hindenburgův křesťanský charakter do kontrastu s Hitlerovou apatií vůči náboženství. Nacisté reagovali na tato obvinění tím, že zvýrazňovali obrat ve struktuře Hindenburgových příznivců mezi volbami 1925 a 1932. Obvinili Hindenburga ze zrady svých příznivců z roku 1925 a vyčetli mu spojenectví s katolíky, marxisty a Židy. Výpadů ale na samotnou osobu prezidenta bylo ze strany nacistů velice málo. Nacisté se ale z velké části vyhýbali přímému útoku na Hindenburga kvůli jeho respektu a popularitě mezi běžným obyvatelstvem. Místo toho vyzývali Němce, aby pro něj hlasovali, pokud jsou spokojeni s velmi nepopulárním kancléřem Brüningem.
Nacisté přišli během kampaně s novými taktikami. Novinkou byla přímá pošta či přeprava Hitlera po celé zemi letadlem, což mu umožnilo vystoupit na několika shromážděních během jediného dne. Kromě toho nacisté najímali prostory, které byly záměrně příliš malé, aby podpořily přeplněnost a vyvolaly dojem větší nacistické popularity. Samotné události trvaly několik hodin, přičemž Hitlerovo skutečné vystoupení bylo cíleně odkládáno, aby se dosáhlo ještě většího očekávání davu.

### Výsledky druhého kola
Druhé kolo vyhrál podle očekávání a s velkým náskokem Hindenburg. Při detailnějším pohledu je ale zřejmé, že Hitlerova iniciativa nepřišla vniveč. Hindenburg získal v porovnání s prvním kolem o 700 tisíc hlasů navíc, zatímco Hitlera volilo o více než dva milióny voličů více. Nacistického vůdce podpořilo v druhém kole okolo poloviny bývalých Duesterbergových voličů zatímco Hindenburgovi se podařilo přilákat pouze třetinu. Thälmann ztratil na 1,3 miliónu hlasů. Mnoho jeho voličů přešlo při druhém kole přímo na stranu nacistů. Z celkového Hitlerova výsledku tvořili bývalí voliči komunistů 15% získaných hlasů.
Hitlerovi se podařilo navýšit i počet volebních okrsků, kde porazil Hindenburga, a to ze tří (Pomořansko, Šlesvicko-Holštýnsko, Saská Kamenice-Cvikov) na šest (kromě tří již zmíněných vyhrál ještě ve Východním Hannoversku, Merseburgu a Durynsku). Nejsilnější byl v Pomořansku, kde získal 52,5%. Naopak nejméně hlasů dostal v okrsku Kolín-Cáchy a to jen 20,4%. Znovuzvolený Hindenburg se opět mohl spolehnout na hlasy z Bavorska, kde měl podporu okolo 70% a přes 60% dosáhl i v katolických částech země (Porýní, Vestfálsko). Nejméně (tj. okolo 37%) měl v okrscích, kde výrazně uspěli nacisté (Merseburg a Saská Kamenice-Cvikov). Komunistický kandidát dosáhl nejlepšího výsledku v Berlíně (26%), ale byly i okrsky, kde nedosáhl ani na 5% (Franky, Lehnice, Dolní Bavorsko).

Výsledky druhého kola podle volebních okrsků

| Kandidát              | Kandidát              | Strana                | Hlasy      | %     |
| --------------------- | --------------------- | --------------------- | ---------- | ----- |
|                       | Paul von Hindenburg   | nezávislý             | 19 359 983 | 53,05 |
|                       | Adolf Hitler          | NSDAP                 | 13 418 547 | 36,77 |
|                       | Ernst Thälmann        | KPD                   | 3 706 759  | 10,16 |
|                       | Ostatní kandidáti     | -                     | 5 472      | 0,01  |
| Celkem                | Celkem                | Celkem                | 36 490 761 | 100   |
| Platné hlasy          | Platné hlasy          | Platné hlasy          | 36 490 761 | 99,24 |
| Neplatné hlay         | Neplatné hlay         | Neplatné hlay         | 281 026    | 0,76  |
| Celkem hlasů          | Celkem hlasů          | Celkem hlasů          | 36 771 787 | 100   |
| Registrovaných voličů | Registrovaných voličů | Registrovaných voličů | 44 063 958 | 83,45 |

### Následné události
Sociální demokraté prohlásili znovuzvolení Hindenburga za velké vítězství strany a triumf demokracie. Jinak to ale viděl sám znovuzvolený prezident. Hindenburg byl velmi nespokojen, že mu k vítězství dopomohly hlasy sociálních demokratů a katolíků, kterými opovrhoval. Ještě hůře nesl fakt, že jeho původní podporovatelé volili Hitlera. Znovu zvolený prezident ztratil důvěru v kancléře Brüninga, který byl během voleb jeho nejaktivnějším obhájcem, a 30. května ho dovolal. Následovala vláda Franze von Papena.
Sám Hindenburg zemřel již v srpnu 1934 a den na to nechal Hitler spojil úřady říšského kancléře a říšského prezidenta. Následně nacisté posvětili sloučení obou funkcí v referendu, kde se Němci v téměř 90% vyjádřili pro. Volby z roku 1932 jsou posledními přímými prezidentskými volbami německé historii.